# جيسيكا رين
جيسيكا رين (بالإنجليزية: Jessica Raine)‏ (ولدت جيسيكا هيلين لويد ؛ 20 مايو 1982) ممثلة إنجليزية عرفت بمشاركتها في فيلم روبن هود في دور إيزابيل من غلوستر، زوجة جون الأولى، أيضا ظهورها في فيلم تلفزيوني مغامرة في المكان والزمان من قبل شبكة «بي بي سي» البريطانية وعنه تم ترشيحها — جائزة تليفزيون اختيار النقاد لأفضل ممثلة مساعدة في فيلم / تلفزيوني

## نشأتها
ولدت رين جيسيكا هيلين لويد في 20 مايو 1982 في إيارديسلي، هيريفوردشاير، حيث نشأت في مزرعة والدها. هي الابنة الصغرى لابنتين للمزارع آلان لويد (منحدرة من عائلة لويد في باينهام هول ، الذين اشتهروا على مدى أجيال بكونهم عظام إلى جانب أنشطتهم الزراعية) وزوجته سو، تلقت جيسيكا تعليمها في كينجتون ، هيريفوردشاير ، وأرادت أن تصبح ممثلة من سن 13 عامًا ، حيث لعب والدها دور البطولة في الأعمال الدرامية للهواة مع مسرح إيارديسلي الصغير.

## روابط خارجية
- جيسيكا رين على موقع IMDb (الإنجليزية)
- جيسيكا رين على موقع ألو سيني (الفرنسية)
- جيسيكا رين على موقع أول موفي (الإنجليزية)
- جيسيكا رين على موقع قاعدة بيانات الأفلام السويدية (السويدية)
- جيسيكا رين على موقع قاعدة بيانات الفيلم (الإنجليزية)
- جيسيكا رين على موقع كينوبويسك (الروسية)